# When Women Go on the Warpath; or, Why Jonesville Went Dry
When Women Go on the Warpath; or, Why Jonesville Went Dry è un cortometraggio muto del 1913 diretto da Wilfrid North e James Young.

## Produzione
Il film fu prodotto dalla Vitagraph Company of America.

## Distribuzione
Distribuito dalla General Film Company, il film - un cortometraggio in due bobine - uscì nelle sale cinematografiche statunitensi il 6 settembre 1913.